# Gelnica
 Ovo je glavno značenje pojma Gelnica. Za Okrug pogledajte Okrug Gelnica.
Gelnica (mađ. Gölnicbánya, njem. Göllnitz) grad je u Košičkom kraju u istočnoj Slovačkoj. Grad je upravno središte Okruga Gelnica.

## Zemljopis
Grad je u sjevernom dijelu Slovačkog Rudogorja, u dolini rijeke Hnilec, koja se nakon nekoliko kilometara nizvodno ulijeva u Hornád. Grad leži na obje obale rijeke na nadmorskoj visini od 372 metra, a nalazi se oko 38 km od Košica.

## Povijest
Karpatski Nijemci uglavnom iz Bavarske počela su naseljavati područje grada tijekom 13. stoljeća. Godine 1264. osnovan je rudarski grad, a postao je kraljevski grad Kraljevine Ugarske 1276. godine odkada se prvi puta spominje i bilježi kao "Gelnic". Dugo godina je Gelnica bila najznačajniji rudarski grad u regiji Spiš. Rudnici su bili bogati srebrom, bakrom, zlatom, živom, olovom i željeznom rudom.

## Stanovništvo
| Godina:     | 1993. | 2003.   | 2013.   | 2023.   |
| ----------- | ----- | ------- | ------- | ------- |
| Broj ljudi: | 6395  | 6243    | 6210    | 5807    |
| Razlika:    |       | -2,37 % | -0,52 % | -6,48 % |

| Godina:     | 2022. | 2023.   |
| ----------- | ----- | ------- |
| Broj ljudi: | 5851  | 5807    |
| Razlika:    |       | -0,75 % |

Po popisu stanovništva iz 2007. godine grad je imao 6404 stanovnika.

### Etnički sastav
- Slovaci – 95,92 %
- Romi – 1,55 %
- Nijemci – 0,84 %
- Česi – 1,02 %

### Religija
- rimokatolici – 72 %
- ateisti – 15,88 %
- luterani – 4,03 %
- grkokatolici – 3,28 %

## Gradovi prijatelji
- Horní Suchá, Češka
- Gennep, Nizozemska
- Rudnik nad Sanem, Poljska
- Le Pradet, Francuska

## Vanjske poveznice
- Službena stranica grada

### Ostali projekti
|  | Zajednički poslužitelj ima još gradiva o temi Gelnica |